# Wyee
Wyee – miasto w Australii, w stanie Nowa Południowa Walia.